# Nemotelus beameri
Nemotelus beameri är en tvåvingeart som beskrevs av James 1933. Nemotelus beameri ingår i släktet Nemotelus och familjen vapenflugor. Inga underarter finns listade i Catalogue of Life.